# Hoàng Minh Chính
Hoàng Minh Chính (* 16. November 1922 in der Provinz Nam Ha; † 7. Februar 2008 in Hanoi) war ein bekannter vietnamesischer Dissident.
Chinh schloss sich 1937 der Revolution an. Er war einst eine führende Persönlichkeit in der Kommunistischen Partei und bekleidete dort mehrere wichtige Posten. In der vietnamesischen Regierung war er Vize-Bildungsminister, Vize-Direktor der Parteischule Nguyen Ai Quoc und Direktor des Marxistisch-Leninistischen Philosophie-Instituts. Er galt bis in die 1960er Jahre als einer der bedeutendsten Ideologen des Regimes. Jedoch wurde er bald von der kommunistischen Ideologie zunehmend desillusioniert und forderte mehr Demokratie. Auch kritisierte er einige der Parteientscheidungen. Er musste viele Jahre im Gefängnis und unter Hausarrest verbringen.
Das letzte Jahrzehnt seines Lebens war Chinh aktiv in der Demokratiebewegung seines Heimatlandes beteiligt, so an der Neugründung der Demokratischen Partei. In einem beispiellosen Entgegenkommen wurde Chinh 2005 durch die vietnamesische Regierung eine Reise in die USA gestattet, um dort gegen Bauchspeicheldrüsenkrebs behandelt werden zu können. Während des Aufenthalts erschien er vor einem Kongresskomitee, um über die Situation in Vietnam zu berichten. Er rief dabei zu mehr Druck auf die vietnamesische Regierung auf. Die Rede löste eine aggressive Kampagne in vietnamesischen Medien gegen Chinh aus, jedoch wurde ihm eine Rückkehr gestattet. Im Jahr 2006 nahm er an der größten Demokratiekampagne bisher teil, jedoch forderten jüngere Demokraten einen sauberen Schnitt mit der Vergangenheit. Dies sei durch die kommunistische Vergangenheit Chinhs nicht möglich.
Der Gesundheitszustand Chinhs verschlechterte sich 2007. Mittlerweile litt er an einer Reihe von Krankheiten und verbrachte viel Zeit im Krankenhaus. Er starb Anfang 2008 im Alter von 85 Jahren, am ersten Tag des neuen Mondjahres.